# Ločič
Ločič este o localitate din comuna Trnovska vas, Slovenia, cu o populație de 136 de locuitori.